# Горња Злегиња
Горња Злегиња је насеље у Србији у општини Александровац у Расинском округу. Према попису из 2022. има 284 становника (према попису из 2011. било је 403 становника).

## Демографија
У насељу Горња Злегиња живи 398 пунолетних становника, а просечна старост становништва износи 47,3 година (45,2 код мушкараца и 49,4 код жена). У насељу има 137 домаћинстава, а просечан број чланова по домаћинству је 3,34.
Ово насеље је великим делом насељено Србима (према попису из 2002. године), а у последња три пописа, примећен је пад у броју становника.
|  |

| Демографија | Демографија | Демографија |
| Година      | Становника  | Становника  |
| ----------- | ----------- | ----------- |
| 1948.       | 739         |             |
| 1953.       | 773         |             |
| 1961.       | 728         |             |
| 1971.       | 648         |             |
| 1981.       | 621         |             |
| 1991.       | 580         | 563         |
| 2002.       | 457         | 458         |
| 2011.       | 403         |             |
| 2022.       | 284         |             |

| Етнички састав према попису из 2002.‍ | Етнички састав према попису из 2002.‍ | Етнички састав према попису из 2002.‍ | Етнички састав према попису из 2002.‍ | Етнички састав према попису из 2002.‍ |
| ------------------------------------ | ------------------------------------ | ------------------------------------ | ------------------------------------ | ------------------------------------ |
|                                      |                                      |                                      |                                      |                                      |
| Срби                                 | Срби                                 |                                      | 455                                  | 99,56%                               |
| Југословени                          | Југословени                          |                                      | 1                                    | 0,21%                                |
| непознато                            | непознато                            |                                      | 1                                    | 0,21%                                |

| Година пописа     | 1948. | 1953. | 1961. | 1971. | 1981. | 1991. | 2002. |
| ----------------- | ----- | ----- | ----- | ----- | ----- | ----- | ----- |
| Број домаћинстава | 116   | 126   | 136   | 143   | 160   | 151   | 137   |

| Број чланова      | 1  | 2  | 3  | 4  | 5  | 6  | 7 | 8 | 9 | 10 и више | Просек |
| ----------------- | -- | -- | -- | -- | -- | -- | - | - | - | --------- | ------ |
| Број домаћинстава | 29 | 32 | 20 | 19 | 14 | 13 | 6 | 2 | 0 | 2         | 3,34   |

| Пол    | Укупно | Неожењен/Неудата | Ожењен/Удата | Удовац/Удовица | Разведен/Разведена | Непознато |
| ------ | ------ | ---------------- | ------------ | -------------- | ------------------ | --------- |
| Мушки  | 197    | 53               | 129          | 14             | 1                  | 0         |
| Женски | 216    | 36               | 130          | 45             | 5                  | 0         |
| УКУПНО | 413    | 89               | 259          | 59             | 6                  | 0         |

| Пол    | Укупно                    | Пољопривреда, лов и шумарство | Рибарство                            | Вађење руде и камена | Прерађивачка индустрија       |
| ------ | ------------------------- | ----------------------------- | ------------------------------------ | -------------------- | ----------------------------- |
| Мушки  | 145                       | 112                           | 0                                    | 0                    | 18                            |
| Женски | 98                        | 72                            | 0                                    | 0                    | 16                            |
| УКУПНО | 243                       | 184                           | 0                                    | 0                    | 34                            |
| Пол    | Производња и снабдевање   | Грађевинарство                | Трговина                             | Хотели и ресторани   | Саобраћај, складиштење и везе |
| Мушки  | 0                         | 2                             | 0                                    | 1                    | 2                             |
| Женски | 0                         | 0                             | 3                                    | 0                    | 0                             |
| УКУПНО | 0                         | 2                             | 3                                    | 1                    | 2                             |
| Пол    | Финансијско посредовање   | Некретнине                    | Државна управа и одбрана             | Образовање           | Здравствени и социјални рад   |
| Мушки  | 0                         | 2                             | 3                                    | 4                    | 0                             |
| Женски | 0                         | 0                             | 2                                    | 4                    | 1                             |
| УКУПНО | 0                         | 2                             | 5                                    | 8                    | 1                             |
| Пол    | Остале услужне активности | Приватна домаћинства          | Екстериторијалне организације и тела | Непознато            | Непознато                     |
| Мушки  | 0                         | 0                             | 0                                    | 1                    | 1                             |
| Женски | 0                         | 0                             | 0                                    | 0                    | 0                             |
| УКУПНО | 0                         | 0                             | 0                                    | 1                    | 1                             |